# Virtsu
Virtsu (německy Werder) je městečko v estonském kraji Pärnumaa, samosprávně patřící do obce Lääneranna. Městečko se rozkládá na Virtském poloostrově na východním břehu průlivu Suur väin. V současnosti je významné především jako výchozí přístav pro lodní dopravu na ostrov Muhu.

## Dějiny
Dnešní Virtský poloostrov se vynořil z moře zprvu jako ostrůvek přibližně v polovině 1. tisíciletí. Že jej brzy začali též navštěvovat lidé, dosvědčují dochované obětní kameny. Pravděpodobně ve 30. letech 15. století byl na tehdejším ostrově založen lenní hrad rodu von Uexküll, jehož úkolem bylo střežit vodní cestu Velkým průlivem.

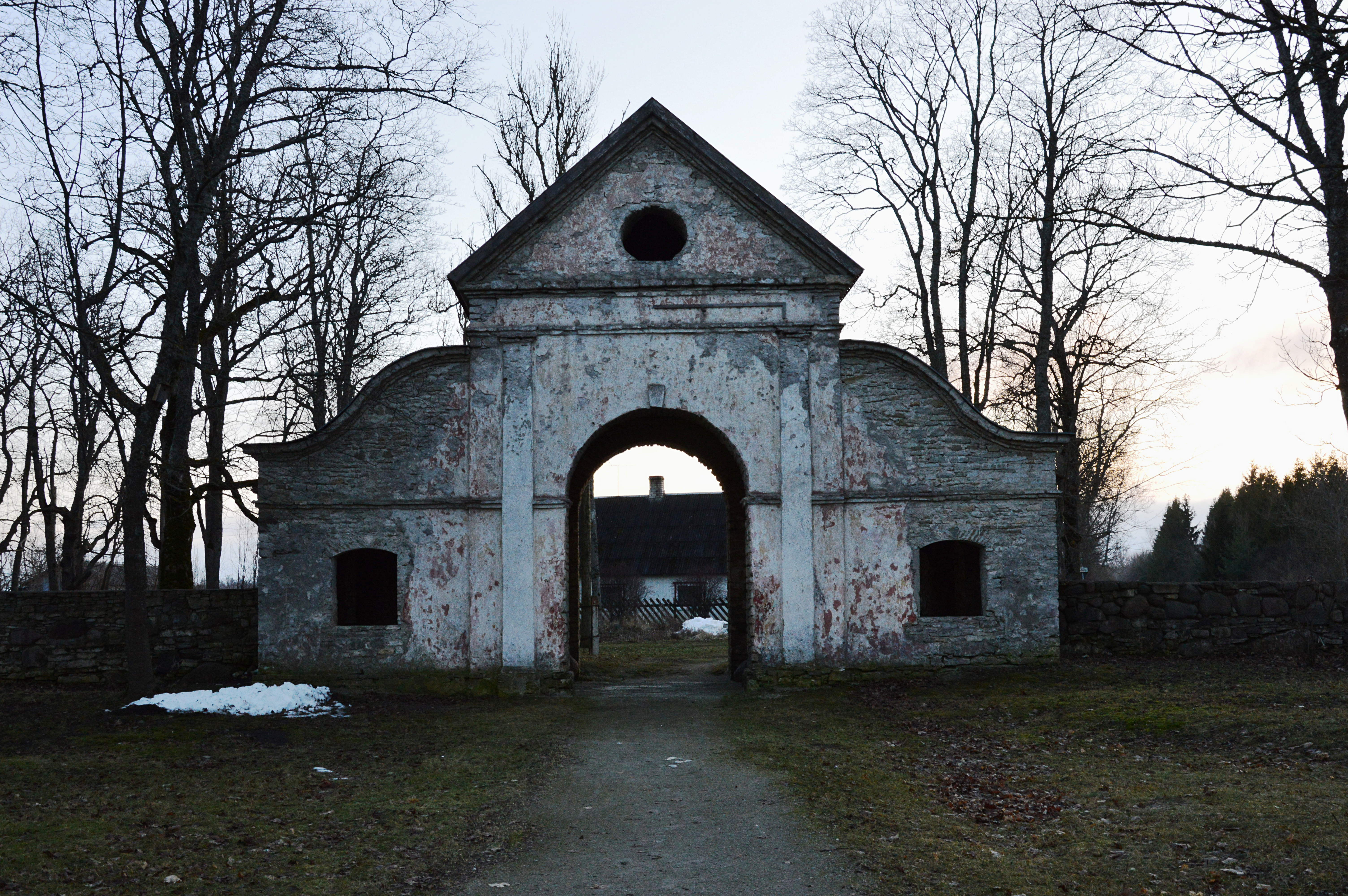
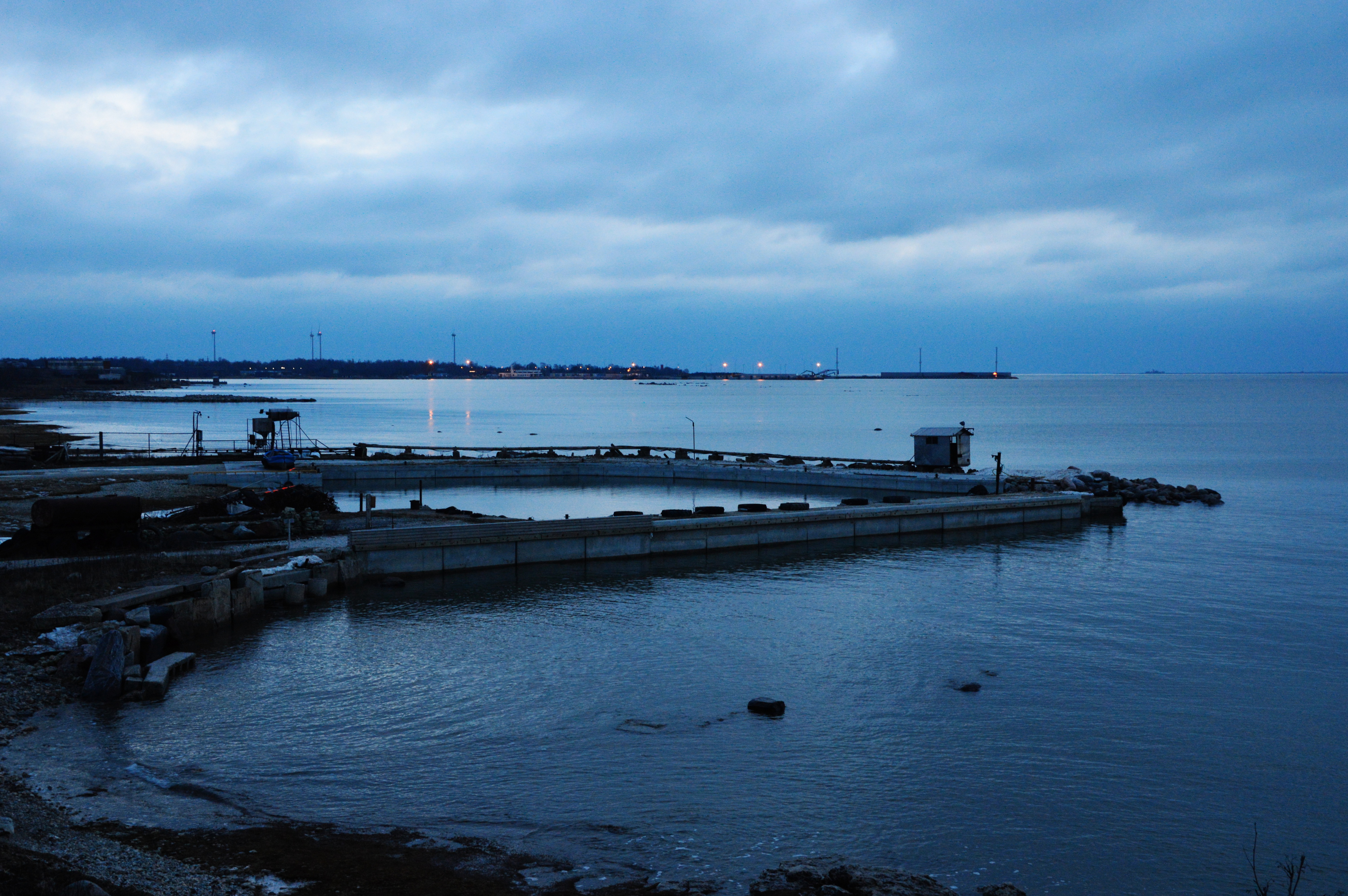
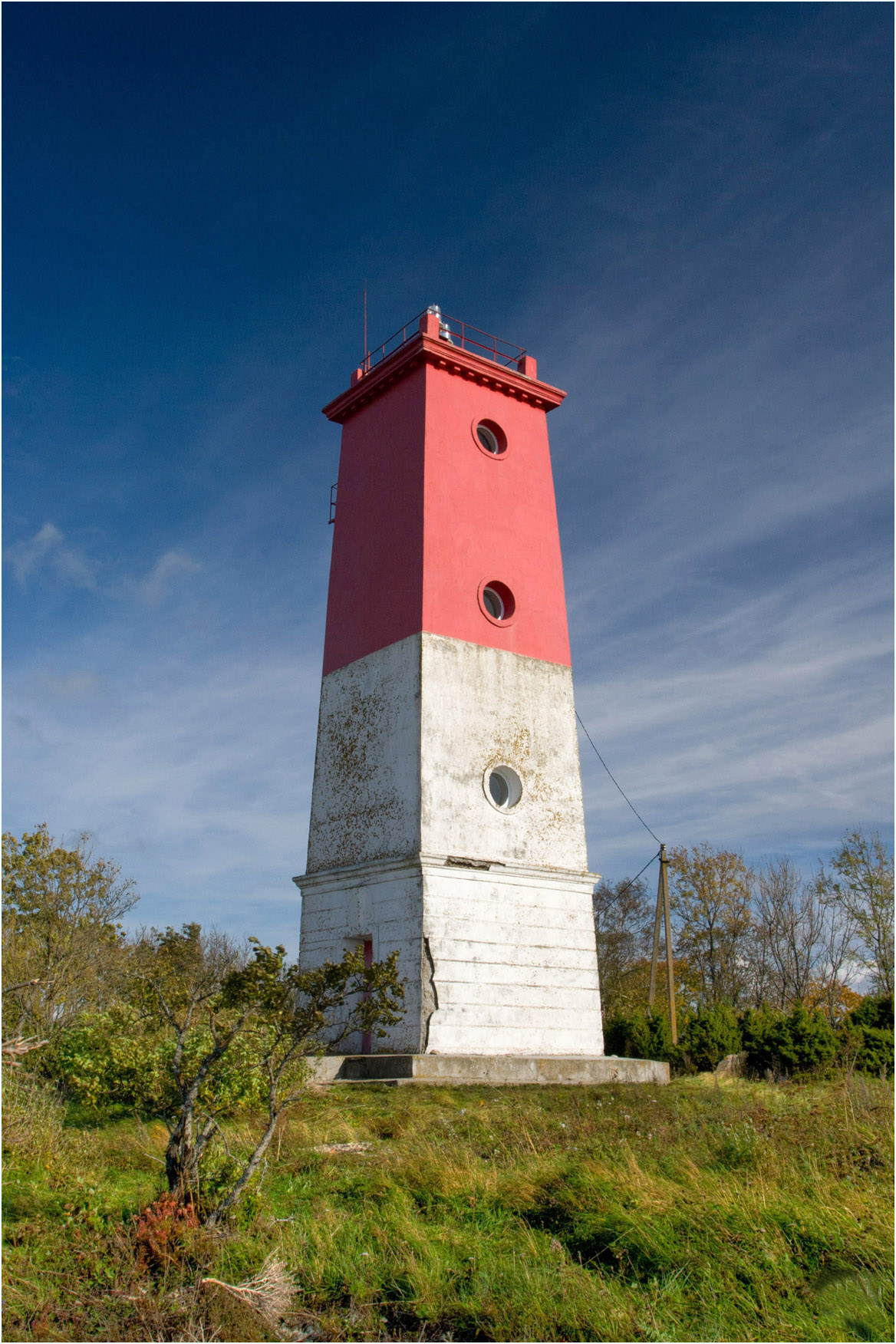
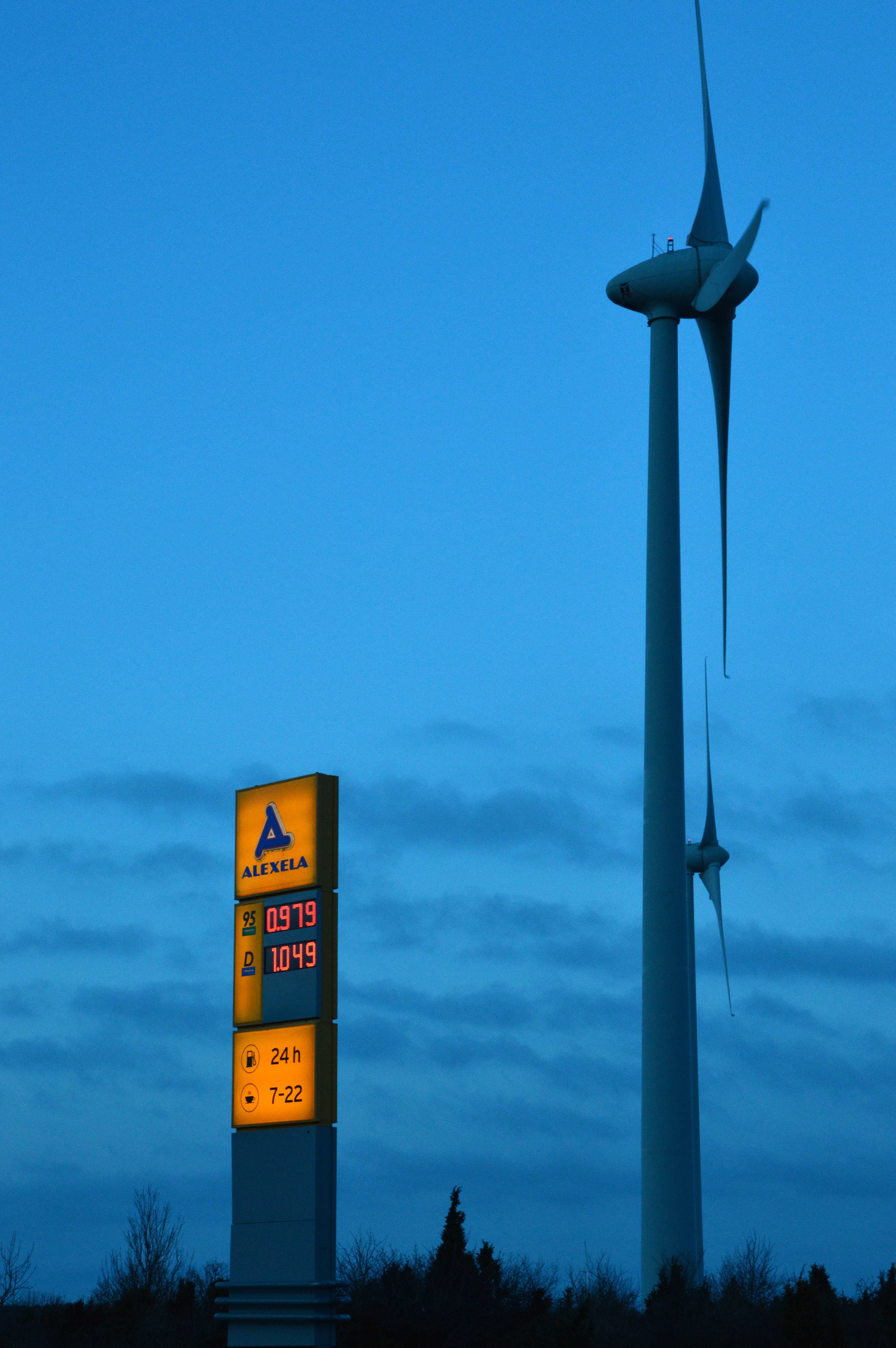
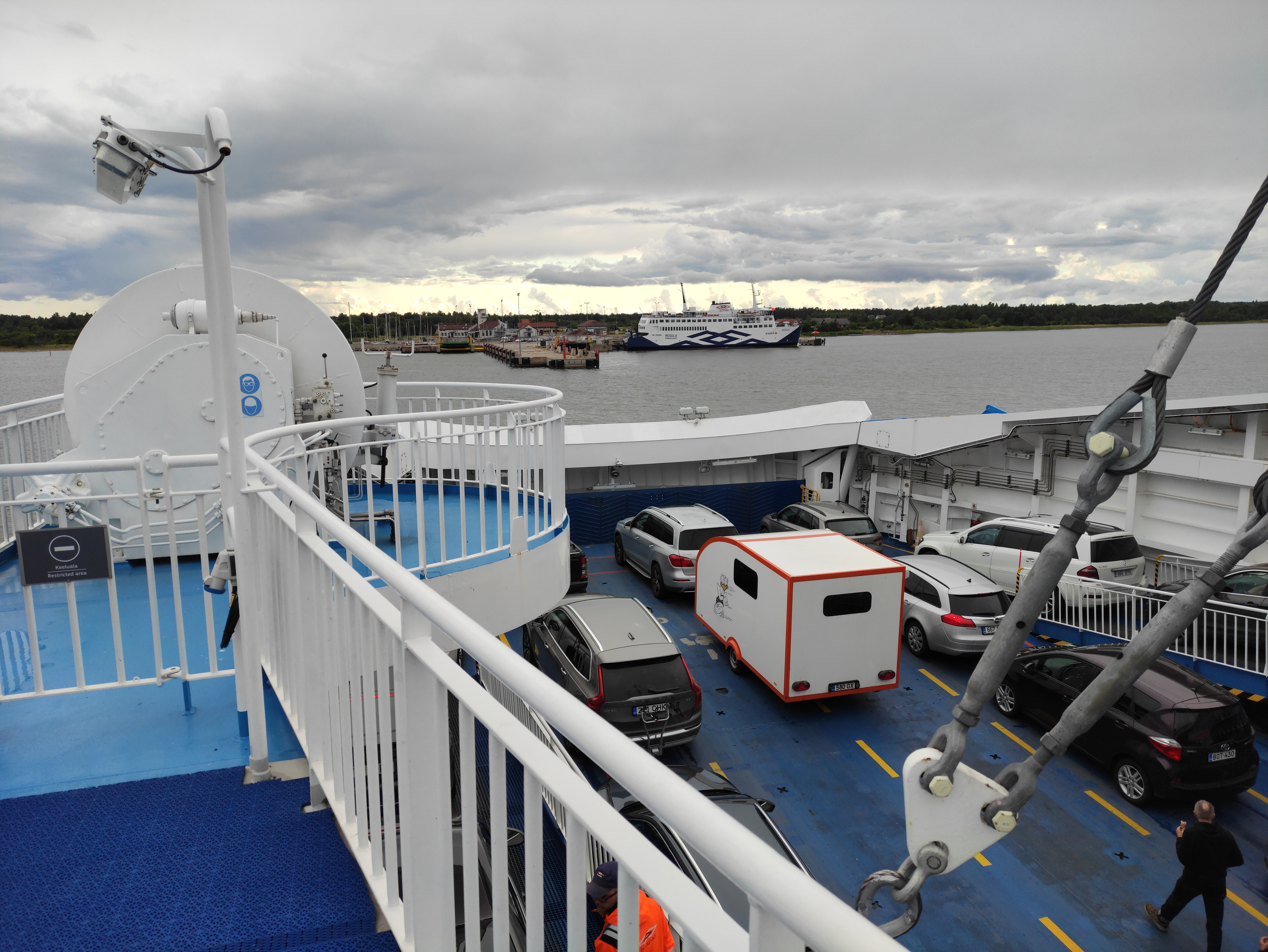